# لندز (ویرجینیای غربی)
لندز (به انگلیسی: Landes) یک منطقهٔ مسکونی در ایالات متحده آمریکا است که در شهرستان گرنت، ویرجینیای غربی واقع شده‌است. لندز ۳۳۳٫۱۵ متر بالاتر از سطح دریا واقع شده‌است.